# Paszęcin
Paszęcin (do 1945 niem. Passentin) – wieś w Polsce położona w województwie zachodniopomorskim, w powiecie świdwińskim, w gminie Rąbino.
Historia wsi zaczyna się w 1862 r., gdy z części majątku Lipie Helmut Friedrich Müller wydzielił część ziem i sprzedał radcy dworu Nicolai. W tej rodzinie Paszęcin pozostawał do końca 1945 r. Po wojnie majątek należał do PGR Rąbino.